# Кампос Сервера, Эриб
Эриб Ка́мпос Серве́ра (исп. Hérib Campos Cervera; 30 марта 1908 — 28 августа 1953) — парагвайский поэт и писатель

, искусствовед и общественный деятель.

## Биография
Родился в испанской семье Эриба Кампоса Сервера-старшего, также поэта, и Алисии Диас Перес, сестры видного интеллектуала Вириато Диаса Переса.
Колледж св. Иосифа (Сан-Хосе) в Асунсьоне оставил у него впечатление «тюрьмы». Помимо философии и математики, он также посвятил себя литературной критике и особенно поэзии.
Начал печататься в 1923 году, иногда подписывался псевдонимом «Альфонсо Монтеверде». В 1920-х годах был сотрудником таких журналов, как «Juventud», «Ideal» и «Alas», в его творчестве того времени усматривают параллели с постмодернизмом.
В 1931 году за участие в событиях 23 октября (студенческая манифестация у президентского дворца, разогнанная властями) был наказан первым изгнанием — сначала в Буэнос-Айрес (Аргентина), а затем в Монтевидео (Уругвай). Во время Чакской войны выступал активным участником Антивоенного комитета (1932—1935).
К тому времени отчётливо проявились его левые взгляды, сложившиеся, возможно, под влиянием анархистов, марксистов и других социалистов, с которыми он общался в Аргентине и Уругвае. В 1930—1940-е годах он преподавал диалектический и исторический материализм в кружках Коммунистической партии Парагвая, а сам вступил в Революционную фебреристскую партию.
В 1938 году, через три года после своего возвращения в Парагвай, вместе с Хосефиной Пла, которая также вернулась на родину из Европы после смерти своего мужа Андреса Кампоса Сервера (Хулиан де ла Эррерия), оказался в центре движения, включавшего, среди прочих, Аугусто Роа Бастоса, Оскара Феррейро, Эсекьеля Гонсалеса Альсину и Уго Родригеса Алькалу, которые впоследствии станут известны «Поколение 40-х».
В 1940 году, когда президент республики генерал Хосе Феликс Эстигаррибия погиб в загадочной авиационной катастрофе, его место занял генерал Ихинио Мориниго Мартинес, придерживавшийся той же политической линии, что и фашистские режимы Европы (в противовес этому Кампос Сервера во время Второй мировой был участником Ассоциации содействия союзникам в 1942—1945). В 1947, за год до его свержения, Парагвай пережил очередной этап кровопролитной гражданской войны, лишившей страну творчества её лучших интеллектуалов — включая Эриба, отправившегося из-за политических преследований в вынужденную эмиграцию в Буэнос-Айрес, где он и умер 28 августа 1953 года.
Он был женат на Тите де лос Риос, но позже развелся. У него были дети от Марии Кармен Палермо.

## Творчество
В 1950 году Кампос Сервера опубликовал свой единственный прижизненный сборник лирических и политических стихов «Искуплённый пепел» («Ceniza redimida»), в котором собрано 28 его лучших стихотворений. «Hombre secreto» стал его вторым сборником стихов, которому было суждено выйти уже после смерти поэта. Другими работами были рассказ «El buscador de fe», короткий роман «El ojo enterrado» и театральная пьеса «Хуан Хачеро», которая не была поставлена на сцене и до сих пор не отредактирована, а также его роман «Hombres en la selva» и сборник стихов «Romancero del destierro», оригиналы которого были взяты во время его изгнания в Монтевидео. Среди его наследия как критика — книги «Хулио Корреа и проблемы автохтонности» (1942) и «Х. А. Флорес и революционный характер его музыки» (1945).
Кампос Сервера выступал против концепции «искусство ради искусства», выдвигая на первый план социальное содержание художественного творчества. Считается зачинателем новых форм в парагвайской поэзии (как на испанском, так и на языке гуарани).
Сесар Алонсо де лас Эрас и Хуан Мануэль Маркос указывали, что "Кампос Сервера является отцом парагвайской литературы. Хотя в художественной литературе, эссе и театре ему, возможно, придется оспаривать первенство с Казаччиа, Барреттом и Корреа соответственно, мы не можем сомневаться в его влиянии на поэзию. Его стихи… впервые в этой стране демонстрируют мастерство сюрреалистических метафор, приемов Неруды, ритма Николаса Гильена, ностальгической атмосферы Альберти – которому он посвятил свою работу Regresarán un día («Однажды они вернутся»).

## Переводы на русский
- Горсть земли, в сборнике: Поэзия Латинской Америки, M., 1975.